# Elizabeth Denby
Elizabeth Denby (Bradford, Yorkshire, Reino Unido,1894-1965) fue una arquitecta que se destacó en el estudio y construcción de modelos de vivienda para las clases trabajadoras inglesas. 

## Trayectoria
Denby estudió ciencias sociales en la London School of Economics y pocos años después comenzó a trabajar en asociaciones sin ánimo de lucro dedicadas a las viviendas en el período de entreguerras. Llegó a ser secretaria de organización del Kensington Council of Social Service en 1923, su objetivo era coordinar el trabajo social, mejorar y reemplazar las viviendas del interior de la ciudad que se encontraban superpobladas.  
Este tipo de organizaciones consideraban que la única manera para resolver los problemas de las áreas de slums (barrios industriales ingleses) era mediante programas de viviendas; los cuales, como defendía Denby, “no era una cuestión solamente de cobijo sino una cuestión de recuperar la vida, enriqueciendo y ampliando todas las esferas de las actividades humanas”.
En 1933 comenzó a escribir artículos sobre vivienda, planificación y diseño de cocinas. Apareció en un programa de la BBC dedicado a la planificación de la cocina moderna, en una serie dedicada al diseño de la vida moderna. 
Entre 1933 y 1957 fue miembro del prestigioso grupo Modern Architectural Research Group (MARS). Además colaboró con el arquitecto Maxwell Fry (1899-1987) en el proyecto de dos bloques de vivienda para re-alojar a familias que vivían en áreas de slums: Sassoon House (1933-1934) y Kensal House (1933-1937). Denby puso especial interés en que ambos edificios evidenciaran las teorías y prácticas desarrolladas por mujeres sobre estrategias y tecnologías para ahorrar trabajo. Además sostenía que los nuevos barrios de viviendas debían contar con servicios y equipamientos comunitarios. El proyecto Sassoon House formó parte de un barrio experimental, Peckham Experiment, en el que se intentó solucionar la vivienda manteniendo la misma ubicación, sin recurrir a la re-localización en un suburbio jardín.
En 1938 publicó el libro Europe Rehoused. Según Zaida Muxí éste es uno de los libros que más influyó en las políticas de vivienda de la segunda postguerra, influencia que ejerció no solo en su país sino también en Estados Unidos. Una prueba del interés en su trabajo es que la introducción de la versión americana fue escrita por Walter Gropius. Su libro es el preludio de sus propias propuestas para la vivienda en Gran Bretaña: esquemas de alta densidad, mezcla de usos, dedicados a todas las clases sociales, construidos en áreas urbanas e incorporando servicios y equipamientos. Su visión significaba una crítica al modo en que se estaban construyendo viviendas en su país, donde primaban las viviendas de baja densidad y barrios con uniformidad de usos.
En 1939 diseñó una de las casas de la Daily Mail Ideal Home Exhibition. En esta exhibición se mostraban diseños realizados por los promotores habituales de vivienda, en los que se vendía una domesticidad de consumo, con el objetivo de introducir a las mujeres en las últimas tendencias de elementos para el hogar. La All-Europe House, encargada por los organizadores a Denby, era totalmente diferente y moderna en sus formas. Su objetivo era atraer a las mujeres, no a través del consumo interminable de elementos, sino a través de su diseño y mobiliario, ofreciendo una visión alternativa sobre cómo podía ser una casa subsidiada.

## Libros
En su libro Europe Rehoused Denby comparó seis países seleccionados según su posición en la I Guerra Mundial: 2 ganadores, 2 perdedores y 2 neutrales. Además estudió la legislación, datos censales y entrevistó a políticos, técnicos y residentes que se habían mudado de los slums a los nuevos barrios. Estas entrevistas, especialmente las realizadas en Inglaterra, tuvieron gran influencia en su trabajo, llevándola a revisar su propia aproximación a la forma que deberían tener las nuevas viviendas.